# 里多米利
49°54′49″N 25°35′56″E / 49.91361°N 25.59889°E
里多米利（烏克蘭語：Ридомиль）是位於烏克蘭西部泰爾諾皮爾州裏克列梅涅茨區的村莊，始建於1430年，面積36.8平方公里，2001年人口1,926，人口密度每平方公里52.4人。